# Кабулистан
Кабулістан (перс. کابلستان) — історичний термін, що відноситься до східних територій Великого Хорасана, який розташовувався навколо сучасного Кабула, Афганістан. Іноді згадується як Кабул (англ. Caboul) у багатьох старих англійських і французьких книгах. Слово Кабулістан (Кобулсітон) зустрічається в поемі Алішера Навої Стіна Іскандара, по сусідству з Хорасаном і Забулістаном.
На піку свого розвитку Кабулістан включав в себе Кундуз, Бадахшан, Газні, Кандагар і території на схід, трохи на схід річки Інд в Пакистані.
У деяких європейських книгах, які були написані в XVIII—XX століттях, велика частина сучасного Афганістану була відома як Кабул (Caboul); під тією ж назвою було відомо місцеве царство. Назва «Афганістан» було пов'язане з землями на південь від Кабулістана (Північно-західний Пакистан, відомий як Пуштуністана, включаючи частини Белуджистану).
В деякі періоди в Кабулістані були свої власні незалежні царства. Кабул-шахи правили областю між 565 і 879 роками н. е., як столиці використовувалися Кабул і Капіса. У IX столітті н. е. вони були вигнані з Кабула Якуб-я Лаіт Саффара, засновником династії Саффарідов. Кабул-шахи
звели оборонні стіни навколо міста Кабул, щоб захистити його від армії мусульманських Саффарідов. Залишки цих стін все ще видно на горах, які розташовані в межах сучасного міста.
У 1858—1911 роках цю назву носила держава на території сучасного Афганістану. У романі Жуль Верна Робур-Завойовник (1886) Афганістан названий Кабулістаном.